# Le Sacq
Le Sacq est une ancienne commune française, située dans le département de l'Eure en région Normandie intégrée depuis le 1er janvier 2016 au sein de la commune nouvelle de Mesnils-sur-Iton.

## Toponymie
Le nom de la localité est attesté sous les formes Sacum et Saccum en 1182 (bulle de Luce III), Sache en 1195 (charte de Richard Cœur de Lion), Saccus en 1308 (cartulaire du chap. d’Évreux), Le Sac en 1754 (Dictionnaire des postes), Le Sacq-sur-Eure en 1828 (Louis Du Bois).

## Histoire
Du  1er janvier 2016 lors de son intégration au sein de Mesnils-sur-Iton au 1er juin 2022, Le Sacq a été constituée commune déléguée jusqu'à la suppression de ce statut par délibération du conseil municipal.

## Politique et administration
| Période                                  | Période    | Identité           | Étiquette | Qualité  |
| ---------------------------------------- | ---------- | ------------------ | --------- | -------- |
| Les données manquantes sont à compléter. |            |                    |           |          |
| mars 2001                                | 31/12/2015 | Jean-Pierre Godest | UMP-LR    | Retraité |

## Démographie
L'évolution du nombre d'habitants est connue à travers les recensements de la population effectués dans la commune depuis 1793. À partir du 1er janvier 2009, les populations légales des communes sont publiées annuellement dans le cadre d'un recensement qui repose désormais sur une collecte d'information annuelle, concernant successivement tous les territoires communaux au cours d'une période de cinq ans. 
Pour les communes de moins de 10 000 habitants, une enquête de recensement portant sur toute la population est réalisée tous les cinq ans, les populations légales des années intermédiaires étant quant à elles estimées par interpolation ou extrapolation. Pour la commune, le premier recensement exhaustif entrant dans le cadre du nouveau dispositif a été réalisé en 2008,.
En 2013, la commune comptait 299 habitants, en évolution de 0 % par rapport à 2008 (Eure : +2,66 %, France hors Mayotte : +2,49 %).
| 1793 | 1800 | 1806 | 1821 | 1831 | 1836 | 1841 | 1846 | 1851 |
| ---- | ---- | ---- | ---- | ---- | ---- | ---- | ---- | ---- |
| 240  | 221  | 260  | 225  | 227  | 201  | 225  | 221  | 210  |

| 1856 | 1861 | 1866 | 1872 | 1876 | 1881 | 1886 | 1891 | 1896 |
| ---- | ---- | ---- | ---- | ---- | ---- | ---- | ---- | ---- |
| 192  | 176  | 166  | 181  | 179  | 169  | 180  | 167  | 164  |

| 1901 | 1906 | 1911 | 1921 | 1926 | 1931 | 1936 | 1946 | 1954 |
| ---- | ---- | ---- | ---- | ---- | ---- | ---- | ---- | ---- |
| 161  | 140  | 249  | 126  | 125  | 119  | 111  | 104  | 128  |

| 1962 | 1968 | 1975 | 1982 | 1990 | 1999 | 2008 | 2013 | - |
| ---- | ---- | ---- | ---- | ---- | ---- | ---- | ---- | - |
| 108  | 88   | 96   | 158  | 193  | 240  | 299  | 299  | - |

## Culture locale et patrimoine

### Lieux et monuments
- Chapelle Notre-Dame au Haut-Sacq (1890)  - cimetière enclos.

### Patrimoine naturel
La forêt d'Évreux (dont une partie se trouve comprise sur le territoire de la commune), est en zone naturelle d'intérêt écologique, faunistique et floristique.